# Boite noire (album)
Pour les articles homonymes, voir Boite Noire.
Albums de Ferré Gola
Qui est derrière toi ?
(2009)
Singles
1. Boite noire
Sortie : 29 juin 2013
2. Pakajuma
Sortie : 12 juillet 2013

Boîte noire est le troisième album studio de l’artiste congolais Ferré Gola, sorti le 19 juillet 2013 en deux volumes,, produit et distribué par Diego Music Production. Ferré commence la composition de cet album juste après la sortie de son single Avant Gout (2011). Boite noire contient vingt-deux titres, disposé en deux volumes.
D'abord prévu pour 2012, il est ensuite annoncé pour juin 2013. L'album n'est cependant disponible que le 11 juillet 2013, d'abord sur iTunes en pré-commande, et se classe en 3e position dans la catégorie world music et 163e dans le Top général dès le 2e jour. Il le reste pendant plus de onze jours en montant à la 1re position world music. Les deux volumes sont aussi no 1 et no 2 sur iTunes au Canada.
Longtemps attendu, l'album sort finalement le 19 juillet 2013, le succès de l'album est immédiat avec dix mille exemplaires vendus en cinq heures le jour de sa sortie.
En 2014, grâce au succès de cet album, Ferré Gola est invité au festival de la culture parade à Kiev.
Cet album s'est vendu à plus de 250.000 exemplaires.

## Liste des pistes
| Volume 1 | Volume 1         | Volume 1 | Volume 1 | Volume 1 | Volume 1 | Volume 1 | Volume 1 | Volume 1 | Volume 1 |
| No       | Titre            | Durée    |          |          |          |          |          |          |          |
| -------- | ---------------- | -------- | -------- | -------- | -------- | -------- | -------- | -------- | -------- |
| 1.       | Pakajuma         | 05:07    |          |          |          |          |          |          |          |
| 2.       | Boite Noire      | 08:39    |          |          |          |          |          |          |          |
| 3.       | Litaka           | 08:36    |          |          |          |          |          |          |          |
| 4.       | Plateau du désir | 05:52    |          |          |          |          |          |          |          |
| 5.       | Vive les Mariés  | 06:00    |          |          |          |          |          |          |          |
| 6.       | Mère Chef        | 05:41    |          |          |          |          |          |          |          |
| 7.       | Méthode          | 05:28    |          |          |          |          |          |          |          |
| 8.       | Tantôt Plutôt    | 08:06    |          |          |          |          |          |          |          |
| 9.       | Match Kuata      | 05:55    |          |          |          |          |          |          |          |
| 10.      | Fonctionnaire    | 07:17    |          |          |          |          |          |          |          |
| 11.      | Fournisseur      | 05:47    |          |          |          |          |          |          |          |
| 12.      | Chichiwash       | 06:53    |          |          |          |          |          |          |          |
| 1:19:21  |                  |          |          |          |          |          |          |          |          |

| Volume 2 | Volume 2         | Volume 2 | Volume 2 | Volume 2 | Volume 2 | Volume 2 | Volume 2 | Volume 2 | Volume 2 |
| No       | Titre            | Durée    |          |          |          |          |          |          |          |
| -------- | ---------------- | -------- | -------- | -------- | -------- | -------- | -------- | -------- | -------- |
| 1.       | Coureur de Jupon | 05:34    |          |          |          |          |          |          |          |
| 2.       | Eyindaka Mabé    | 06:59    |          |          |          |          |          |          |          |
| 3.       | Kiti ya Libaya   | 08:56    |          |          |          |          |          |          |          |
| 4.       | Sauce            | 06:43    |          |          |          |          |          |          |          |
| 5.       | Tunnel           | 07:11    |          |          |          |          |          |          |          |
| 6.       | Love             | 06:17    |          |          |          |          |          |          |          |
| 7.       | Echebi           | 05:12    |          |          |          |          |          |          |          |
| 8.       | Couvre-feu       | 07:27    |          |          |          |          |          |          |          |
| 9.       | Boulevard        | 07:03    |          |          |          |          |          |          |          |
| 10.      | Kibombanda       | 07:12    |          |          |          |          |          |          |          |
| 1:09:34  |                  |          |          |          |          |          |          |          |          |

## Artistes ayant participé
- Ferré Gola : chants, paroles, compositeur, arrangements des chants
- Nicodème, Chikito Makinu, Guy Gola, Vibration Bampema, Clizo Schweppes, Mathy de Gaulle, Rhize Ya Gola, Fils Ya Methiola, Orden 2pac Nuance, Mao, Djeny Répondeur, Pathy Patcheko, Échappé, Baloteli, Dimitri, Anarke R.Kelly, Hugor Lubasa, Likinga, Biva Ray : chœurs
- Hadji Solo, Charly Solo, Freddy Marchouse, Olivier Tshimanga, Tabou Junior Fataki, Mbetenge : guitare
- Michel Bass & Mabuma Bass : basse
- Nicolas Wagadougou : batterie
- Awuluwala n’a Mbonda & Aimé Na Mbonda : percussions
- Peguy synthe : claviers
- JP Kyss Kyungu : ingénieur du son
- Kunzardo, Bercy Mwana, Ruth Nzele, Kirikou, Muana Kongo : animations
- Judith, Nadège Tomba, Elise Elengi, Loris, Giselle Nzinda, Jolie Mayala, Leonie Lemba  : danseuses